# Бийский округ
Бийский округ — административно-территориальная единица Сибирского края, существовавшая в 1925—1930 годах. Не следует путать с одноимённым округом, существовавшим в Российской империи.
Бийский округ был образован 9 декабря 1925 года из Бийского уезда Алтайской губернии. Центром округа был назначен город Бийск. Округ был разделён на 18 районов:
- Алтайский. Центр — село Алтайское
- Бащелакский район. Центр — село Малый Бащелак
- Бийский район. Центр — город Бийск
- Большереченский район. Центр — посёлок Троицкий
- Быстро-Истокский район. Центр — село Быстрый Исток
- Ельцовский район. Центр — село Ельцовка
- Куяганский район. Центр — село Куяган
- Михайловский район. Центр — село Михайловское
- Новиковский район. Центр — село Новиково
- Смоленский. Центр — село Смоленское
- Солонешенский район. Центр — село Солонешное
- Солтонский район. Центр — село Солтон
- Сростинский район. Центр — село Сростки
- Старо-Бардинский район. Центр — село Старая Барда
- Сычёвский район. Центр — село Сычёвка
- Тогульский район. Центр — село Тогул
- Усть-Пристанский район. Центр — село Усть-Чарышская Пристань
- Яминский район. Центр — село Яминское

20 июня 1930 года Ельцовский, Куяганский, Новиковский и Сычевский районы были упразднены.
30 июля 1930 года Бийский округ, как и большинство остальных округов СССР, был упразднён. Его районы отошли в прямое подчинение Западно-Сибирского края.
Население округа в 1926 году составляло примерно 743,2 тысячи человек. Из них русские — 93,0 %; украинцы — 2,3 %; мордва — 1,4 %.